# Никольский, Михаил Александрович (генерал)
Михаи́л Алекса́ндрович Нико́льский (13 ноября 1901 года — 24 февраля 1988 года) — советский военачальник, генерал-полковник артиллерии, участник Великой Отечественной войны, первый заместитель главнокомандующего РВСН (1962 год).

## Биография
Родился 13 ноября 1901 года в селе Николо-Ям (Корчевской уезд, Тверская губерния) в семье дьякона Николо-Ямской церкви. Окончил духовную семинарию (1917), затем реальное училище, работал учителем.
В июне 1920 года призван в ряды РККА. Участвовал в Советско-финской войне. В боях Великой Отечественной войны с первых дней.
Во время Великой Отечественной войны был командиром 704-го артиллерийского полка 198-й мотострелковой дивизии Ленинградского военного округа, затем занимал командные должности: начальник артиллерии 44-й стрелковой дивизии в составе 4-й отдельной армии (с ноября 1941 года); заместитель командующего артиллерией 52-й армии Волховского фронта; командующий артиллерией 73-го стрелкового корпуса 52-й армии (с июля 1943 года); командующий артиллерией 3-й гвардейской танковой армии (с марта 1945 года по май 1947 года). Участвовал в боях под Ленинградом и на Днепре, в Ясско-Кишинёвской, Уманско-Ботошанской, Сандомирско-Силезской и Нижне-Силезской операциях.
18 ноября 1944 присвоено звание генерал-майор артиллерии. После войны продолжал служить на должности командующего артиллерией 3-й гвардейской танковой армии (по 1947 год). С мая 1947 года по октябрь 1949 года служил на Дальнем Востоке командующим артиллерией 1-й отдельной Краснознамённой армии, затем более двух лет — советником по артиллерии в Народно-освободительной армии Китая. Назначался на ряд постов в Министерстве обороны СССР, работая над созданием Ракетных войск стратегического назначения.
В 1952 году окончил Высшие академические курсы при Высшей военной академии им. К. Е. Ворошилова.
В 1958 году указом Совета Министров СССР Никольскому было присвоено воинское звание генерал-лейтенант артиллерии, а в 1961 — генерал-полковник артиллерии.
31 декабря 1959 года был создан новый вид Вооружённых сил СССР — Ракетные войска стратегического назначения.
22 мая 1960 года назначен начальником главного штаба РВСН — первым заместителем Главнокомандующего РВСН. В этой должности прослужил до 27 декабря 1962 года. С 1962 года — помощник Главнокомандующего РВСН. С ноября 1966 в запасе.
Скончался 24 февраля 1988 года в Москве. Похоронен на Кунцевском кладбище в Москве.

## Награды
- Два ордена Ленина[3]
- Четыре ордена Красного Знамени[3]
- Ордена Кутузова 1 степени и 2 степени[3]
- Два ордена Отечественной войны 1 степени[3]
- Орден Красной Звезды[3]
- медали[3].